# Little Odessa (1994)
Little Odessa (Alternativer Titel: Little Odessa – Eiskalt wie der Tod) aus dem Jahr 1994 ist der erste Spielfilm des US-amerikanischen Regisseurs James Gray, der auch das Drehbuch schrieb.

## Handlung
Joshua Shapira arbeitet als Auftragskiller für die New Yorker Russenmafia. Für einen Auftrag kehrt er nach Brighton Beach zurück, wo er aufgewachsen ist und wo seine Familie lebt. Weil er vom Gangsterboss Boris Volkoff, dessen Sohn er einst erschossen hat, gesucht wird, muss sein Aufenthalt geheim bleiben. 
Joshuas jüngerer Bruder Reuben lebt immer noch in Brighton Beach, zusammen mit seinem Vater Arkady und Mutter Irina, welche unheilbar an Krebs erkrankt ist und im Sterben liegt. Joshua ist vor Jahren von zu Hause abgehauen, nachdem er seinen ersten Mord begangen hatte, und hatte seitdem keinen Kontakt mehr zu seiner Familie.
Nachdem er von Sasha, einem alten Freund, gesehen wird, der dies Reuben erzählt, trifft dieser sich mit Joshua und erzählt ihm von der Krebserkrankung ihrer Mutter. Als Joshua sie besuchen will, kommt es zwischen Joshua und seinem Vater zu einem Streit, in welchem Arkady Joshua aus der Wohnung wirft. Später trifft er sich mit Alla, einer ehemaligen Freundin. Nachdem Joshua seinen Vater nach einem Besuch bei dessen Geliebter Natasha abpasst, setzt er ihn damit unter Druck, um die Erlaubnis zu bekommen, seine Mutter sehen zu dürfen.
Als Joshua zusammen mit Sasha und zwei anderen Killern das Ziel seines Auftrags, einen iranischen Diamantenhändler, aus dessen Wohnung entführt, werden sie dabei von Reuben beobachtet. Er folgt ihnen zu einem alten Fabrikgelände und beobachtet, wie sein Bruder den Iraner erschießt und anschließend die Leiche verbrannt wird. Nachdem die Mörder den benutzten Revolver wegwerfen, nimmt Reuben diesen an sich.
Arkady findet in Reubens Zimmer Briefe von der Schule, aus denen hervorgeht, dass Reuben seit Monaten die Schule schwänzt und verprügelt Reuben. Als Joshua, der sich von seinem Bruder verabschieden will, blaue Flecke in dessen Gesicht sieht, entführt er seinen Vater, um ihn zu töten, setzt dieses Vorhaben aber doch nicht um. Arkady verrät daraufhin Joshua an Boris Volkoff. Dessen Gangster töten Alla, bei der Joshua die Nacht verbracht hat. Reuben, der seinem Bruder zur Hilfe kommen will, erschießt einen der Gangster und wird dann versehentlich von Sasha erschossen. Joshua findet die Leichen. Er bringt seinen Vater daraufhin um und verbrennt die Leiche  in dem alten Fabrikgebäude und verlässt Brighton Beach.

## Hintergrund
Little Odessa wurde vom 20. Januar bis zum 28. Februar 1994 in den Brooklyner Stadtteilen Bay Ridge, Brighton Beach, Coney Island, Red Hook und Sheepshead Bay gedreht. Bei einem Budget von geschätzten 2,3 Millionen US-Dollar spielte der Film in den Vereinigten Staaten knapp 1,1 Millionen US-Dollar ein. Er wurde am 29. August 1994 im Rahmen der Internationalen Filmfestspiele von Venedig, bei denen James Gray mit dem Silbernen Löwen für die beste Regie ausgezeichnet wurde, uraufgeführt. Little Odessa kam zuerst am 28. Oktober 1994 in Italien in die Kinos, in Deutschland war er ab dem 13. April 1995, in den Vereinigten Staaten ab dem 19. Mai 1995 zu sehen.
Der Filmtitel bezieht sich auf den Handlungsort des Films, den Stadtteil Brighton Beach, der aufgrund der dort vorhandenen vielen russischen Restaurants und Lebensmittelläden den Beinamen Little Odessa trägt.

## Synchronisation
| Darsteller        | Deutscher Sprecher | Rolle          |
| ----------------- | ------------------ | -------------- |
| Tim Roth          | Torsten Sense      | Joshua Shapira |
| Edward Furlong    | Alexander Brem     | Reuben Shapira |
| Maximilian Schell | Erik Schumann      | Arkady Shapira |

## Rezeption
Nach Angaben der Filmwebseite Rotten Tomatoes hinterließen 61 Prozent der 18 untersuchten Filmkritiken ein positives Urteil.
Das Lexikon des internationalen Films befand, dass der Film eine „wohldosierte […] Mischung aus stimmig inszenierter Gangster-Story und konsequent entwickelter Familientragödie“ sei.

## Auszeichnungen
Bei den Internationalen Filmfestspielen von Venedig 1994 wurde Little Odessa für den Goldenen Löwen nominiert. James Gray gewann den Silbernen Löwen für  die beste Regie und Vanessa Redgrave wurde mit der Coppa Volpi als beste Nebendarstellerin ausgezeichnet. Beim Festival des amerikanischen Films 1994 erhielt James Gray den Kritikerpreis. 
Bei den Independent Spirit Awards 1996 war Little Odessa in den Kategorien Bester Debütfilm (James Gray, Paul Webster), Bester Hauptdarsteller (Tim Roth), Beste Nebendarstellerin (Vanessa Redgrave), Bestes Drehbuchdebüt (James Gray) und Beste Kamera (Tom Richmond) nominiert.